# Altamira (album)
Altamira je deveti album filmske glazbe Marka Knopflera, u suradnji s Evelyn Glennie. Album je glazba iz filma Altamira redatelja Hugha Hudsona.

## Popis pjesama
1. "Altamira" (2:59)
2. "Maria" (3:33)
3. "Dream of the Bison" (2:52)
4. "By the Grave" (2:00)
5. "Onward" (2:01)
6. "Marcelino's Despair" (2:27)
7. "Farewell to the Bison" (2:21)
8. "This Is Science" (1:59)
9. "Glory of the Cave" (2:07)
10. "Farewell to Altamira" (3:34)

## Izvođači
- Caroline Dale – violončelo
- Michael McGoldrick – flauta
- Mark Knopfler – gitara
- Guy Fletcher – harmonij, klavijature
- Christine Pendrill – rog
- Evelyn Glennie – udaraljke i marimba